# 地方防災会議
地方防災会議（ちほうぼうさいかいぎ）は災害対策基本法第14条から第17条に基づき設置される常設の会議で、都道府県防災会議と市町村防災会議がある。災害対策に関する計画、情報収集、災害応急対応にかかわる機関の調整を行う。

## 概要
地域防災計画の作成及び実施の推進、災害時の情報収集、各機関の連絡調整、非常災害における緊急措置の計画及び実施の推進を行う目的で、自治体の首長を会長とし、地域に関係する公共機関の職員を委員とする。なお、都道府県防災会議は設置しないことが認められておらず、委員も法律上定められている。市町村防災会議は設置しないことや複数の市町村が協同で設置することも出来る。防災会議の役割のうち特に地域防災計画は地域の防災のよりどころとなるもので重要である。

## 参加者
都道府県防災会議の参加者は下記の通り。細部は各都道府県の条例による。市町村防災会議の参加者は条例により定められるがおおむね下記に準じる

### 会長
都道府県知事

### 委員
1. 当該都道府県の区域の全部又は一部を管轄する指定地方行政機関の長又はその指名する職員
2. 当該都道府県を警備区域とする陸上自衛隊の方面総監又はその指名する部隊若しくは機関の長
3. 当該都道府県の教育委員会の教育長
4. 警視総監又は当該道府県の道府県警察本部長
5. 当該都道府県の知事がその部内の職員のうちから指名する者
6. 当該都道府県の区域内の市町村の市町村長及び消防機関の長のうちから当該都道府県の知事が任命する者
7. 当該都道府県の地域において業務を行う指定公共機関又は指定地方公共機関の役員又は職員のうちから当該都道府県の知事が任命する者

そのほか会長が専門の事項を調査させるために専門委員を任命することが出来る。